# Île de Mull
 (juin 2020).
Si vous disposez d'ouvrages ou d'articles de référence ou si vous connaissez des sites web de qualité traitant du thème abordé ici, merci de compléter l'article en donnant les références utiles à sa vérifiabilité et en les liant à la section « Notes et références ».
Pour les articles homonymes, voir Mull.
L'île de Mull, en anglais Isle of Mull, en gaélique écossais Muile, est une île du Royaume-Uni située en Écosse, dans le comté d'Argyll and Bute. 

## Géographie

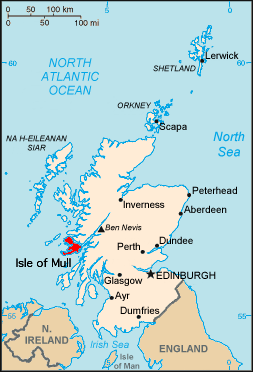
Mull.

L'île se trouve dans les mers intérieures de la côte ouest de l'Écosse. Ce dernier espace maritime inclut entre autres la mer des Hébrides, qui borde Mull au nord-ouest, et le Firth of Lorn qui la baigne au sud. Au nord-est, le détroit de Mull (en anglais Sound of Mull), d'une largeur variant de 1,8 km à 3,8 km, sépare cette terre de l'île de Grande-Bretagne.
Elle est la deuxième île la plus vaste des Hébrides intérieures. La majorité de ses 2 000 habitants habite Tobermory, la ville principale où se trouve la seule distillerie. Cette ville est devenue célèbre car la vue de son port aux maisons multicolores constitue le décor de l'émission pour enfants Balamory (en), produite par la BBC, de 2002 à 2005.
Le port de Fionnphort permet d'accéder par bateau aux îles d'Iona et de Staffa.
Son relief est marqué par les glaciations avec notamment des glens et des lochs qui délimitent des péninsules dont la plus grande, le Ross of Mull. L'île présente une côte tourmentée de près de 480 km de long et des reliefs variés, tantôt falaises rocheuses, tantôt plages de sable ; à l'intérieur des terres, les pâturages contrastent avec les landes désertes.
Elle est accessible par bateau ou avion privé ou encore par plusieurs lignes de ferry notamment depuis le port d'Oban.

## Film
- Le film Je sais où je vais de Michael Powell de 1945 se passe sur l'île.

## Photographies

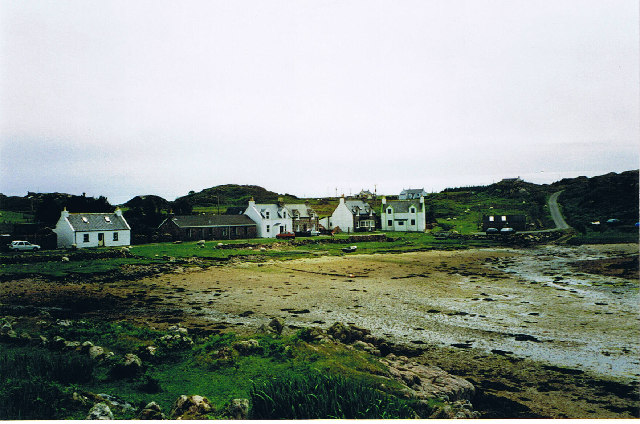
Le village de Kintra.
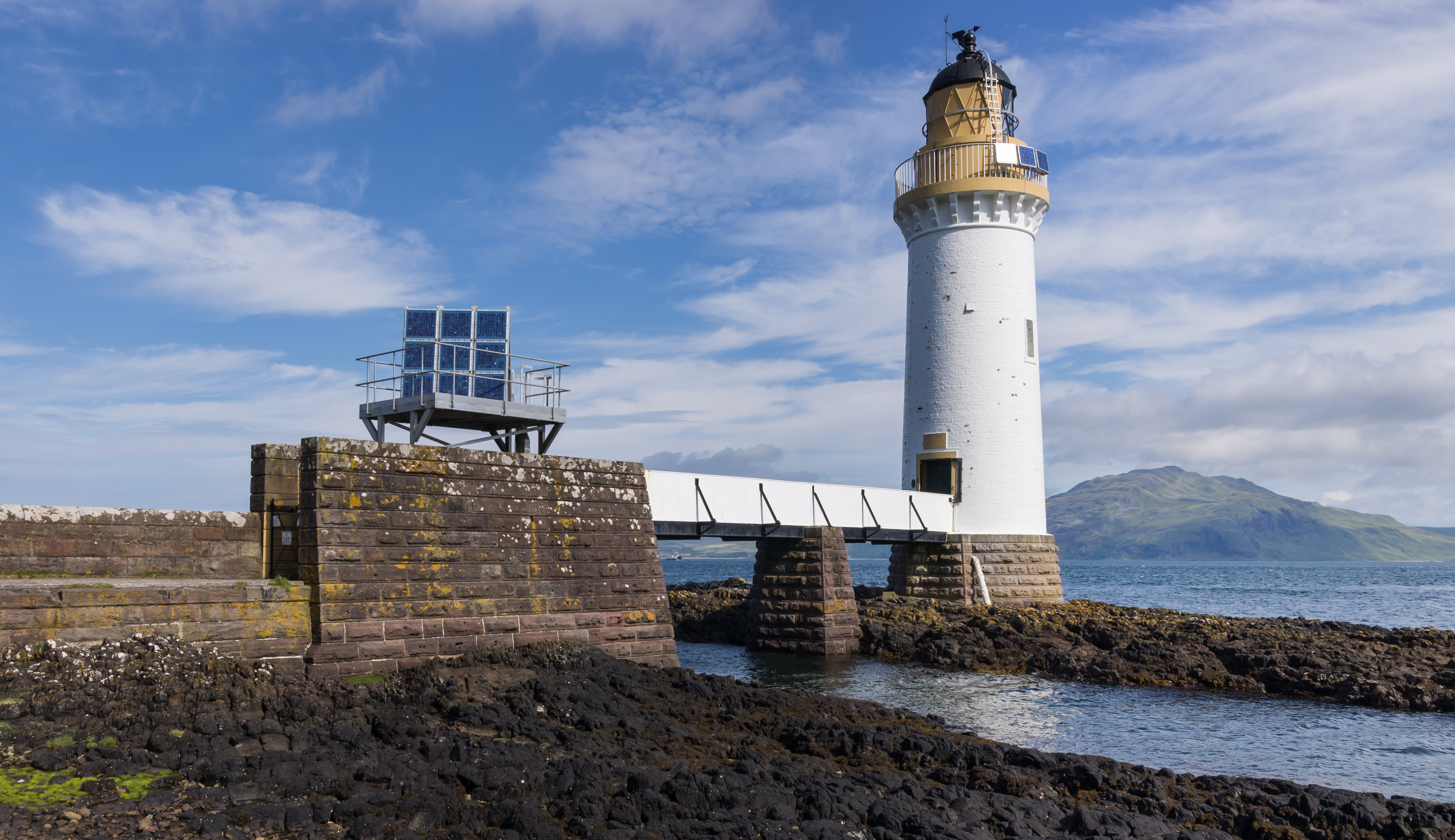
Phare de Rubha nan Gall.
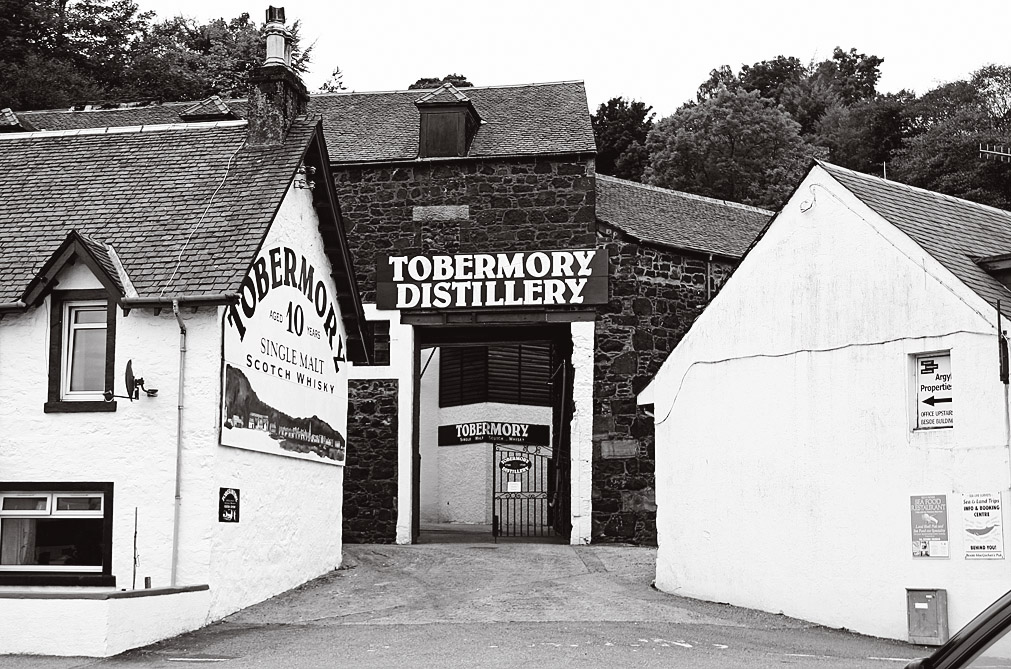
Distillerie de Tobermory.
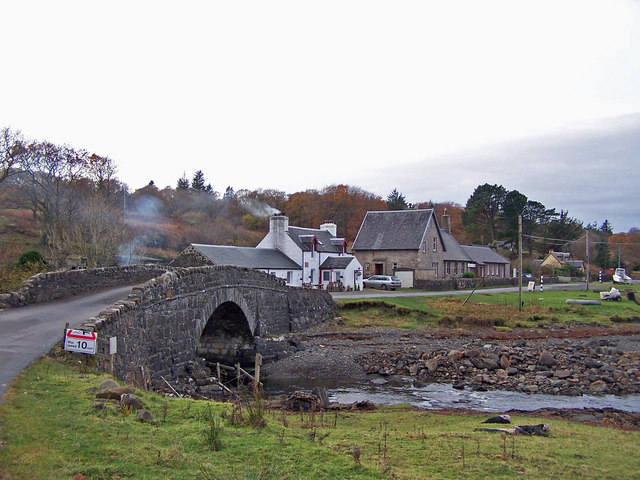
Le village de Pennyghael (en).